# Ken’ya Matsui
Ken’ya Matsui (jap. 松井 謙弥, Matsui Ken’ya; * 10. September 1985 in Kakegawa) ist ein japanischer Fußballtorhüter.

## Karriere
Ken’ya  Matsui erlernte das Fußballspielen in den Mannschaften der Yamaha Jubilo Soccer School Kakegawa, der Jubilo Kakegawa Jr. Youth sowie in der Jugendmannschaft von Júbilo Iwata. Hier unterschrieb er 2004 auch seinen ersten Profivertrag. Der Verein aus Iwata spielte in der ersten Liga des Landes, der J1 League. 2009 wurde der Torwart an den Ligakonkurrenten Kyoto Sanga FC ausgeliehen. Für den Verein aus Kyōto stand er einmal im Tor. 2010 unterschrieb er einen Vierjahresvertrag beim Erstligaaufsteiger Cerezo Osaka in Osaka. Tokushima Vortis, ein Zweitligist aus Tokushima lieh ihn die Saison 2013 aus. Am Ende der Saison belegte Vortis den dritten Tabellenplatz und stieg somit in die erste Liga auf. Nach der Ausleihe wurde er von Vortis fest verpflichtet. Ende 2014 musste er mit dem Verein wieder in die zweite Liga absteigen. Nach dem Abstieg verließ er den Klub und schloss sich dem Erstligisten Kawasaki Frontale an. Nach nur einem Jahr wechselte er Anfang 2016 zum Erstligaaufsteiger Omiya Ardija nach Ōmiya-ku. Ende 2017 stieg der Verein nach zwei Jahren Erstklassigkeit wieder in die zweite Liga ab. Matsui verließ den Verein und schloss sich Anfang 2018 dem Zweitligisten Mito HollyHock an. Hier stand er bis Ende 2020 unter Vertrag. Nach 86 Spielen für Mito  verpflichtete ihn Anfang 2021 sein ehemaliger Verein Cerezo Osaka. Hier kam er 2021 nicht zum Einsatz. Im Januar 2022 nahm ihn der Zweitligist Blaublitz Akita aus Akita unter Vertrag.